# 西方沙和子
西方 沙和子（にしかた さわこ、1990年10月10日 - ）は、元長野放送アナウンサー。

## 来歴・人物
福岡県福岡市出身。西南学院高等学校、慶應義塾大学文学部卒業後、2013年長野放送入社。2016年9月より『NBSみんなのニュース』を担当し2018年3月30日退社。
2019年9月から西方の地元である福岡県のTNCテレビ西日本のライブニュースα 福岡ローカル枠でキャスターを務めている。

## 過去の担当番組
- ほほ笑みチャンネル（2013年4月6日-2016年3月26日）
- 土曜はこれダネッ!（2013年6月22日-2018年3月）
- PUSH☆（2016年4月-8月）
- NBSみんなのニュース（2016年9月5日-2018年3月30日）
- 暮らしのターミナル